# Owenton (Kentucky)
Owenton város az Amerikai Egyesült Államok Kentucky államában, Owen megyében, melynek megyeszékhelye is. Lakosainak száma 1682 fő (2020. április 1.).

## Népesség
A település népességének változása:

| 2010 | 1 327 |
| 2020 | 1 682 |